# Serra del Montsec
|  | «Montsec» redirigeix aquí. Vegeu-ne altres significats a «Montsec (desambiguació)». |

La Serra del Montsec és la serralada més meridional del Prepirineu català, i s'estén d'est a oest per les comarques de la Noguera, el Pallars Jussà i la Baixa Ribagorça. Els pics més alts són Sant Alís (1676), el Tossal de les Torretes (1676) i el Tossal de Mirapallars i Urgell (1668).
Al Pallars Jussà el Montsec s'estén pels municipis de Sant Esteve de la Sarga, Castell de Mur, Llimiana, Gavet de la Conca i Isona i Conca Dellà, dels quals és el límit sud. Per contra, de l'actual comarca de la Noguera el Montsec n'és el límit nord, i s'estén al llarg dels termes municipals d'Àger, Camarasa, Vilanova de Meià i Artesa de Segre. A la mateixa comarca es coneix com els Aspres del Montsec (o els Aspres d'Urgell) la zona de transició entre el Montsec i la Plana d'Urgell, al voltant de Balaguer. La part occidental del Montsec està situada a la Franja de Ponent, a la comarca de la Baixa Ribagorça, i està inclosa pràcticament tota al terme municipal de Viacamp i Lliterà.

## Descripció
El Montsec és una sèrie de serres calcàries repartides entre les comarques de la Noguera i el Pallars Jussà així com contraforts a la Baixa Ribagorça a la Franja del Ponent. La part Catalana té una superfície de 41.639 hectàrees de les quals més de la meitat (53 %) és protegit com a Espai d'Interès Natural.
L'empenta i la força erosiva dels rius Noguera Pallaresa i Noguera Ribagorçana han aconseguit dibuixar i perfilar els espectaculars congostos de Mont-rebei i de Terradets, que, alhora, divideixen la serra en tres sectors: d'oest a est, el Montsec d'Estall (o Montsec de Benavarri), el Montsec d'Ares i el Montsec de Rúbies (o Montsec de Meià).
El primer esment escrit Montesico data del 1044. Segons Joan Coromines significa «muntanyes seques relativament i de poca vegetació, en relació evidentment, amb altres serres veïnes de vegetació molt més abundant», en llatí monte siccu, muntanya seca. La teoria que el mot provindria de mons sectus, montanya abrupta o tallada sembla menys probable.

## Flora i fauna

### Flora
L'home ha transformat les condicions del medi amb la implantació agrícola, l'explotació forestal i pastoral; per això la vegetació és més complexa, formada per comunitats secundàries o transitòries de resultes de l'alteració o destrucció de les comunitats climàtiques o permanents.
A grans trets, al Montsec hi ha dos tipus de vegetació: al sud i a les solanes, és de caràcter mediterrani, mentre que al nord i a les obagues predomina la de caràcter eurosiberià submediterrani. Gran part dels boscos han estat malmesos per les conseqüències de l'antic carboneig i l'ocupació agrícola.
Al sector meridional l'arbre dominant és l'alzina carrasca. Als terraprims i solells abruptes, s'hi estenen les màquies, bosquina densa formada per arbusts alts, amb sòls força secs, on no hi arrelen gaires plantes. També hi trobem les garrigues, matollar molt dens i atapeït, punxós i força ombrívol i brolles calcícoles, que presenten la major part de les plantes aromàtiques típiques de la mediterrània.
Al nord per sota dels 1.000 metres, hi ha bosc de roure valencià (de fulla prou petita com per tenir una semblança amb l'alzina, però de color més clar, i caduca) i pinedes (pi blanc i pinassa). El sotabosc és format per arbusts (l'espina cervina, el corner i la ginesta sessilifòlia.
Per sobre dels 1.000 metres el bosc que hi domina és el de roure martinenc amb boix. Per damunt dels 1.400 metres ja no hi ha arbreda. És el domini del boix, del ginebrer, i la savina amb acompanyament de boixerola, diverses festuques, lliri i safrà bord.

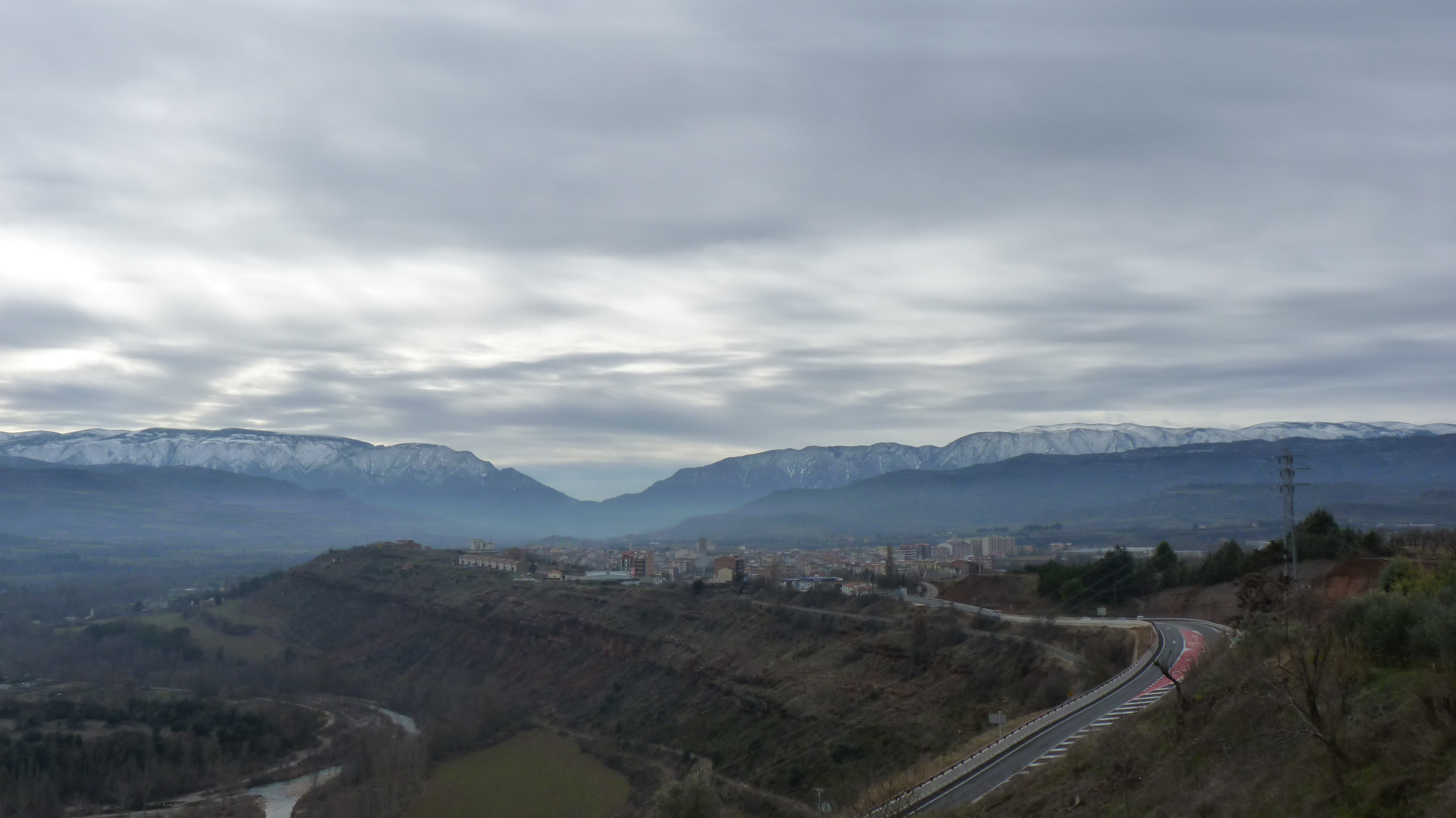
La serra del Montsec, de Talarn estant, Tremp en primer terme

Cap al mes de març, el narcís de roca
 forma catifes amb les típiques flors grogues. Diferents molses i líquens entapissen les roques, i el sotabosc als llocs humits. Els anys favorables, s'hi poden trobar diverses varietats de bolets (rovellons, peus de rata, cames de perdiu, ceps, llenegues, etc.). Són molt valorades les herbes aromàtiques d'aquesta zona, de gran fragància a causa del clima, com la farigola, el fonoll, la menta, l'orenga, el romaní i la sajolida, condiments culinaris molt apreciats. Les roques calcàries són especialment prolífiques en te de roca (estimulant, tònic estomacal i, segons diuen, un bon remei per al refredat i la grip).

### Fauna
La diversitat de paisatges crea una ampli ventall de biòtops, hàbitat de moltíssimes espècies. La interacció entre els components mediterranis, predominants, i els eurosiberians crea un poblament faunístic de gran interés. Constitueix el límit meridional de distribució de moltes espècies pirinenques, com el tritó pirinenc (Euproctus asper) i la gralla de bec groc (Pyrrhocorax graculus), o el límit septentrional per a d'altres, com el còlit negre (Oenanthe leucura), determinen la composició de biocenosis singulars.
Hi conviuen, per exemple, espècies de característiques tant diferents com la fagina (Genetta genetta), de caràcter mediterrani, i la marta (Martes martes), de caràcter eurosiberià. Hi ha moltes comunitats de predadors (carnívors i rapinyaires). La llúdriga (Lutra lutra) habita dos rius que travessen la serra.
Als canyissars de l'embassament de Terradets niuen i hivernen un gran nombre d'ocells aquàtics, com ara corb marí gros (Phalacrocorax carbo). Pel que fa als peixox el llop de riu (Noemacheilus barbatulus) és una espècie remarcab le.
L'abundància de cingleres, que són el medi vital per a una valuosa fauna rupícola, i de coves i avencs permeten el desenvolupament d'una notable fauna cavernícola, en alguns casos ben singular a Catalunya. En especial, acull més de la meitat de les espècies catalanes de quiròpters, com la ferradura grossa (Rhinolophus ferrumequinum) i el ratpenat de ferradura petit (Rhinolophus hipposideros); també constitueix una de les àrees d'hivernada més important a Catalunya del ratpenat de cova de Schreibers (Miniopterus schrebersi).
La fauna invertebrada és especialment rica en els biòtops cavernícoles i mostra una gran diversitat, amb nombroses espècies endèmiques: coleòpters cavernícoles del nucli prepirinenc del gènere Troglocharinus, lepidòpters rars i en perill d'extinció com Chemarina caligenaria, mol·luscs rars i endèmics com Moitessiera rollandiana, Xeroplexa ripacurcica ssp. montsicciana; miriàpodes, etc. Altres invertebrats protegits que hi ha al Montsec són el cranc de riu europeu (Austropotamobius pallipes), els coleòpters Cerambyx cerdo i Lucanus cervus i el lepidòpter Graellsia isabellae.